# Anello a valutazione discreta
In algebra, un anello di valutazione discreta (spesso indicato con la sigla DVR, dall'inglese discrete valuation ring) è un anello commutativo unitario molto semplice. Può essere definito in molti modi equivalenti:
1. A è un anello locale e un dominio ad ideali principali che non è un campo;
2. A è un anello di valutazione con valutazione sul gruppo dei numeri interi (da cui il nome);
3. A è un anello di valutazione noetheriano;
4. A è un anello locale e un dominio di Dedekind;
5. A è un anello locale noetheriano di dimensione 1, il cui ideale massimale è principale;
6. A è un anello locale noetheriano integralmente chiuso di dimensione 1;
7. A è un dominio ad ideali principali con un unico ideale primo non nullo;
8. A è un dominio ad ideali principali con un unico elemento irriducibile (a meno di moltiplicazioni per un'unità dell'anello);
9. A è un dominio a fattorizzazione unica con un unico elemento irriducibile (a meno di moltiplicazioni per un'unità dell'anello);
10. A è un anello locale, non è un campo e ogni ideale frazionario non nullo è irriducibile.

Così come i domini di Prüfer sono la versione "globale" degli anelli di valutazione, i domini di Dedekind sono una versione "globale" degli anelli di valutazione discreta: più precisamente, questi ultimi sono quegli anelli noetheriani in cui, per ogni ideale primo P, la localizzazione AP è un anello di valutazione discreta.
Esempi di anelli a valutazione discreta sono gli anelli
{\displaystyle \mathbb {Z} _{(p)}=\left\{{\frac {a}{b}},a,b\in \mathbb {Z} ,b\mathrm {~non~divisibile~per~} p\right\},}
dove p è un numero primo; oppure l'anello delle serie formali K[[X]] su un campo K.
A volte, l'espressione anello di valutazione discreta è usata in senso più generale per indicare gli anelli di valutazione il cui gruppo dei valori è {\displaystyle \mathbb {Z} ^{n}}.

## Proprietà
Il generatore π dell'ideale massimale di A è, a meno di moltiplicazioni per elementi invertibili, l'unico elemento irriducibile dell'anello. Ogni altro ideale è generato da una sua potenza; di conseguenza, ogni elemento dell'anello può essere espresso - in maniera unica - come {\displaystyle u\pi ^{r}}, dove u è invertibile in A e r è un numero naturale. Poiché inoltre A è un anello di valutazione, ogni elemento del suo campo dei quozienti che non è in A ha l'inverso in A; dunque ogni elemento di K può essere espresso - di nuovo in modo unico - come {\displaystyle u\pi ^{r}}, dove questa volta r può essere un qualsiasi numero intero.